# Ittre
Ittre (in olandese Itter, in vallone Ite) è un comune belga di 6 087 abitanti, situato nella provincia vallona del Brabante Vallone.